# Postquam verus
Postquam verus (en français : « Après que ce vrai... ») est une bulle pontificale du 3 décembre 1586 par laquelle Sixte-Quint a déterminé le nombre maximal de cardinaux qui pourraient entrer au Sacré-Collège. Sous tous les papes cette disposition s'est maintenue jusqu'au pontificat de Jean XXIII (1958-1963).

## La bulle
Après une phrase d'introduction où le pape compare les cardinaux aux apôtres qui doivent être prêts à donner leur vie pour l'Église (si nécessaire) de nouvelles dispositions sont introduites dans le choix et le nombre maximal de ceux qui peuvent être admis au Sacré-Collège.
Leur nombre a été fixé à 70, d'après l'exemple du nombre des Anciens que Moïse avait été chargé par Dieu de réunir pour l'assister dans ses fonctions.
« L'Eternel dit à Moïse: Assemble auprès de moi soixante-dix hommes des anciens d'Israël, de ceux que tu connais comme anciens du peuple et ayant autorité sur lui; amène-les à la tente d'assignation, et qu'ils s'y présentent avec toi. »
Cette bulle donnait au Sacré-Collège la composition suivante :
- 6 cardinaux-évêques
- 50 cardinaux-prêtres,
- 14 cardinaux-diacres

Pour la nomination des cardinaux, les exigences devenaient plus sévères ; ainsi 22 ans était l'âge minimal pour accéder au cardinalat. Les candidats potentiels devaient pendant au moins un an avoir travaillé à la cure des âmes. Étaient exclus par ailleurs les enfants illégitimes et ceux qui avaient de la famille au Sacré-Collège (au 1er ou au 2e degré). 
Selon une disposition additionnelle ultérieure, sur les 70 cardinaux au moins 4 devaient être docteurs en théologie et issus des ordres mendiants. Du fait même que les cardinaux représentaient avec le pape l'Église universelle, ils devaient être originaire d'un grand nombre de pays.
Dans une bulle additionnelle, Religiosa sanctorum du 13 avril 1587, Sixte-Quint précisa les églises de Rome qui pouvaient être désignée comme sièges.

## Modifications
C'est Jean XXIII qui le premier a dépassé le nombre fixé par Sixte-Quint puisque ce sont 82 cardinaux qui ont procédé à l'élection de son successeur. Paul VI (1963-1978) a encore dépassé ce chiffre mais, en 1973 il a toutefois limité à 120 le nombre de ceux qui auraient le droit de vote au conclave en le retirant à ceux qui auraient dépassé quatre-vingts ans. Ces dernières dispositions ont été confirmées par Jean-Paul II en 1996.